# 袁浩泉
袁浩泉 （1950年—），香港導演、演員及前亞洲電視劇集監製，活躍於1970－1980年代。
袁浩泉於1960年代已在麗的呼聲演出廣播劇及麗的映聲擔任主持並參與幕後工作。
1973年正式加入麗的電視見證電視台轉為免費廣播，1975－1977年間參與編導《十大騙案》、《三兄弟》、《大件事》、《大丈夫》、《大家姐與大狂魔》等劇集，日後成為著名電視劇監製的王心慰其時正是擔任其助理編導。
1978年離開麗的電視執導了首部電影《漩渦》並簽約邵氏兄弟，1982年出任品質控制經理兼任製作經理至1985年離開邵氏。
其後曾為麥當雄的電影公司任製作經理。1986－1989年重返前身為麗的電視的亞洲電視任劇集監製，1990年代任職華娛衛視。

## 外部連結
- 袁浩泉-HKMDB （页面存档备份，存于）
- 香港電影導演大全-袁浩泉 （页面存档备份，存于）